# 좌파녹색운동
좌파-녹색운동(아이슬란드어: Vinstrihreyfingin – grænt framboð)은 아이슬란드의 민주사회주의 정당이다. 과거 카트린 야콥스도티르가 집권을 하게 되면서 여당이 되었다. 좌파 정당으로써 처음으로 정권교체를 하게 된 정당이다. 녹색 정치를 표방하는 정당이다. 현재는 비아르드니 베네딕트손이 총리가 되면서 연립정부를 구성하였다.